# Тролльгеттан (футбольний клуб)
ФК Тролльгеттан (швед. Football Club Trollhättan) — шведський футбольний клуб представляє однойменне місто.
Виступає в Дивізіоні 1 (3-й лізі Швеції).

## Історія
Клуб засновано в 2001 році, коли старі суперники Тролльгеттанс ІФ та Трольгеттанс ФК вирішили об'єднатися. 
6 червня 2002 року виник клуб прихильників FCT Black Support.
Досі найуспішнішими в історії клубу виявилися сезони 2009-2010 років, які він провів у Супереттан — другому ешелоні шведського футболу.

## Досягнення
Супереттан: 13-е місце (2009)

## Сезони
| Сезон | Рівень | Ліга       | Підгрупа           | Місце | Примітки              |
| ----- | ------ | ---------- | ------------------ | ----- | --------------------- |
| 2002  | 3      | Дивізіон 2 | Західний Йоталанд  | 1     | Плей-оф на підвищення |
| 2003  | 3      | Дивізіон 2 | Західний Йоталанд  | 5     |                       |
| 2004  | 3      | Дивізіон 2 | Західний Йоталанд  | 4     |                       |
| 2005  | 3      | Дивізіон 2 | Західний Йоталанд  | 2     | Підвищився            |
| 2006  | 3      | Дивізіон 1 | Південь            | 7     |                       |
| 2007  | 3      | Дивізіон 1 | Південь            | 6     |                       |
| 2008  | 3      | Дивізіон 1 | Південь            | 1     | Підвищився            |
| 2009  | 2      | Супереттан |                    | 13    | Плей-оф на вибування  |
| 2010  | 2      | Супереттан |                    | 15    | Вибув                 |
| 2011  | 3      | Дивізіон 1 | Південь            | 9     |                       |
| 2012  | 3      | Дивізіон 1 | Південь            | 5     |                       |
| 2013  | 3      | Дивізіон 1 | Південь            | 6     |                       |
| 2014  | 3      | Дивізіон 1 | Південь            | 12    | Вибув                 |
| 2015  | 4      | Дивізіон 2 | Північний Йоталанд | 1     | Підвищився            |
| 2016  | 3      | Дивізіон 1 | Південь            | 11    | Вибув                 |
| 2017  | 4      | Дивізіон 2 | Північний Йоталанд | 2     | Плей-оф на підвищення |
| 2018  | 4      | Дивізіон 2 | Північний Йоталанд | 2     | Підвищився            |
| 2019  | 3      | Дивізіон 1 | Південь            | 5     |                       |
| 2020  | 3      | Еттан      | Південь            | 7     |                       |
| 2021  | 3      | Еттан      | Південь            | 4     |                       |
| 2022  | 3      | Еттан      | Південь            | 4     |                       |
| 2023  | 3      | Еттан      | Південь            | 5     |                       |
| 2024  | 3      | Еттан      | Південь            |       |                       |